# Ада (Міннесота)
Ада (англ. Ada) — місто в окрузі Норман, штат Міннесота, США. Розташоване на площі 3,5 км² (3,5 км — суша, водойм нема), згідно з переписом 2002 року у місті проживають 1657 осіб. Густота населення становить 476,6 чол/км².
- Телефонний код міста — 218
- Поштовий індекс — 56510
- FIPS-код міста — 27-00172[4]
- GNIS-ідентифікатор — 0639200[5]